# Software-Synthesizer
Ein Software-Synthesizer oder kurz Softsynth ist in der Musikproduktion ein Computerprogramm, mit dem Klangsynthese betrieben wird. Dabei werden entweder Hardware-Synthesizer mathematisch nachgestellt (simuliert) oder Klänge generisch erzeugt. Er wird zu den Software-Instrumenten gezählt.

## Geschichte
Die ersten Synthesizer auf Computern gab es bereits zu Beginn der 1980er Jahre auf Heimcomputern u. a. mit dem C64-Synthesizer und dem Synthimat. Diese wurden über die Computer-Tastatur gespielt und konnten teilweise sogar MIDI verarbeiten, vor allem auf dem Atari ST und mit Erweiterungen oder DIY-Umbau auch auf dem C64. Mitte der 1990er Jahre wurden auch Personal Computer leistungsfähig genug, um Software-Synthesizer verzögerungsarm über eine MIDI-Tastatur spielbar zu machen. Die Klangerzeugung benötigte sowohl bei den Heimcomputern, als auch den ersten PCs meistens noch eine Soundkarte mit integrierter Klangsynthese auf der Basis eines SoundChips. Nur vereinzelt wurde der Klang direkt auf den Ports ausgegeben, z. B. als PWM mit nachgeschaltetem Tiefpass. Zeitgleich entwickelten sich die ersten Studiogeräte die allgemeine Audio-Signalprozessoren verwendeten, wie den 56301. Dieser war sowohl in Keyboards als auch Soundkarten verbaut.
Mitte der 1990er Jahre waren PCs wegen der steigenden Rechenleistung zunehmend in der Lage, die Klangsynthese vollständig in Software zu tätigen, wobei von der Soundkarte nur noch die DA-Wandlung verwendet wurde. Ein Beispiel dafür ist der Microsoft GS Wavetable SW Synth, der auf Sample-Synthese basiert und als fester Bestandteil in DirectX integriert war. Es handelt sich um eine mittels DirectMusic ansteuerbare Version des Roland Virtual Sound Canvas mit einem GS Sound Set, das Microsoft von der Roland Corporation im Jahr 1996 lizenzierte. Das sorgte für eine große Popularität solcher Programme und förderte mithin die Verbreitung elektronischer Musik in den 1990er Jahren. Sie ersetzen und ergänzen seitdem zunehmend die wesentlich teureren und häufig schwergewichtigen, klassischen Hardware-Synthesizer. Ab den 2000ern gab es Software-Synthesizer in programmierbarer Hardware.
Viele diese Software-Synthesizer sind durch Vorbilder von Hardware-Synthesizern inspiriert. Neben der Möglichkeit, völlig neue Instrumente zu programmieren, ersetzen immer mehr Software-Synthesizer sogar ihre eigenen Originale. Das ist nicht verwunderlich, da virtuell-analoge Synthesizer praktisch immer Mikroprozessoren enthalten, auf denen nur eine Software arbeitet. Dabei werden die virtuellen Bedienelemente auf dem Bildschirm den Schaltern, Rädern und Knöpfen der Originale nachempfunden. Beispiele dafür sind die Novation V-Station, die den Hardwaresynthesizer K-Station exakt nachbildet, der Virus-Plugin für TC Power Core mit Klängen des Access Virus B sowie die Korg Legacy Collection, die gleich drei Hardware-Synthesizer aus dem Hause Korg nachbildet: Die Korg Wavestation, den Korg Polysix und den Korg MS-20.

## Kritik
Einige Anwender solcher Softwarelösungen bemängeln, dass bei der Bedienung das eigentliche Spielgefühl vollkommen verloren gehe. Die intuitive Bedienung melodie- bzw. klangformender Regler sei mit Maus und Tastatur erschwert und die Klangkunst behindert. Deshalb gelangen zunehmend Steuergeräte auf den Markt, die vom Aussehen und den Bedienelementen her wie ein normaler Hardwaresynthesizer aussehen, jedoch über keine eigene Klangerzeugung verfügen. Mit dem Computer verbunden, geben sie so dem Musiker wieder ein echtes Spielgefühl, während die gesamte Klangsynthese und Musikproduktion dennoch vollständig im Computer abläuft. Meistens handelt es sich um USB-MIDI-Controller.

## Arten von Software-Synthesizern
- Kommandozeilenbasierte Softwaresynthesizer: Eine der ersten Formen der Softwaresynthesizer. Diese entstanden schon Ende der 1980er Jahre, wurden u. a. auch Heimcomputern benutzt[1] und waren zunächst nicht echtzeitfähig, d. h. ein eingegebenes Musikstück musste erst übersetzt werden, um abgespielt werden zu können. Es entwickelten sich auch eigenes Kommando- und Struktursprachen, um die Klangerzeugung zu automatisieren. Besonders bekannt ist das Programmpaket Csound.
- Simulationen von Hardwaresynthesizern: Eine vor allem in der Anfangszeit verbreitete Art der Softsynths. Besonders oft wurden analoge Synthesizer, wie die berühmte Roland TB-303 nachgebildet. Bekannte Programme waren Rubberduck und ReBirth RB-338.
- Software-Drumcomputer sind meistens sample-basiert und deshalb in die Rubrik Software-Sampler einzuordnen. Eine Ausnahme bilden sogenannte Drumsynths, die synthetische Drumsounds erzeugen. Eine Besonderheit beim Drumcomputer ist das Vorhandensein eines Sequenzers.
- Modulare Software-Synthesizer sind der momentan gebräuchlichste und vielseitigste Typ. Eine Freeware ist z. B. Hydrogen. Diese Programme kombinieren verschiedene Syntheseformen und beziehen heute oft auch Sampling mit ein. Ein bekanntes Programm dieser Art ist Reaktor von Native Instruments.
- Plugin-Synthesizer sind in eine bestimmte Programmumgebung eingebunden (meistens mittels VST in eine DAW). Sie sind oft relativ einfach gehalten, greifen dafür oft auf exotische Syntheseformen zurück. Die Entwicklung eines Plugins kann unter Verwendung eines SDKs mittels C++ erfolgen oder auf eine spezifische Umgebung zurückgreifen, die auf Audiosynthese spezialisiert ist wie z. B. JUCE.[8]
- Im Gegensatz dazu vereinigen Synthesizer Workstations verschiedene Arten von Klangerzeugern und Effektbearbeitungen zusammen mit einem Sequenzer zu einem integralen (stand alone) System. Sie können nicht nur mit einem Master-Keyboard gespielt werden, sondern mit der Hilfe von MIDI-Files auch ein vielstimmiges Orchester interpretieren und damit komplette Musikstücke produzieren.

## Technik
Software-Synthesizer benötigen eine für den jeweiligen Code passende Hardware samt Betriebssystem. Neben MACs und PCs mit geeigneten DSP-Karten oder gewöhnlichen Soundkarten existieren auch autarke Plattformen auf PC-Basis, welche VST-plugins hosten- und somit als ein eigenständiges Gerät agieren können. Einige Software-Synthesizer laufen auch auf Android-Betriebssystemen und Betriebssystemen für Einplatinencomputer. Generell lassen sich in Software verfasste Synthesizer auch auf andere Plattformen portieren.